# Akaki Kemertelidze
Akaki Kemertelidze (gruz. აკაკი ქემერტელიძე ;ur. 1999) – gruziński zapaśnik walczący w stylu wolnym. Piąty na mistrzostwach świata w 2024. 
Srebrny medalista mistrzostw Europy w 2024 i brązowy w 2025 roku.